# Gennyes tus és redvás szendvics
A Gennyes tus és redvás szendvics (Douche and Turd) a South Park című animációs sorozat 119. része (a 8. évad 8. epizódja). Elsőként 2004. október 27-én sugározták az Egyesült Államokban.
A cselekmény szerint a South Park-i iskolában szavazást írnak ki, melyen Stan Marsh nem hajlandó részt venni, ám emiatt nagy bajba keveredik. Az epizód a politikai választásokkal, főként a 2004-es amerikai elnökválasztással foglalkozik, mely az epizód bemutatásával nagyjából egy időben zajlott.

## Cselekmény
|  | Alább a cselekmény részletei következnek! |

A PETA (People for the Ethical Treatment of Animals) állatvédő szervezet már sokadik alkalommal támadja meg a South Park-i iskolát, annak tehenet formázó kabalafigurái miatt, így az iskola vezetősége kénytelen új iskolai kabalát választatni a tanulókkal. A képtelenebbnél képtelenebb kabalajelölteket látva a gyerekek viccből saját figurákat találnak ki, de Eric Cartman és Kyle Broflovski között azonban szokás szerint feszültség támad, Kyle jelöltje ugyanis a „Gennyes Tus” lesz, míg Cartmané a „Redvás Szendvics”. Kenny McCormick és Kyle rögtön kampányolni kezd, míg Cartman Butters Stotch segítségével próbálja népszerűsíteni a szendvicset.
Mindenki legnagyobb rémületére Stant abszolút nem érdekli a szavazás, és mikor ezt otthon elmondja szüleinek, ők rettentően mérgesek lesznek rá. Hirtelen feltűnik a rapper Puff Daddy, a „Szavazz vagy meghalsz!” kampány kitalálója és megfenyegeti Stant, hogy megöli, ha nem megy el szavazni. A kampány ezalatt folytatódik, és Cartmanék vajas-mézes cukorkákkal igyekeznek lefizetni a szavazókat, miközben Kyle önző viselkedését látva Stan meggondolja magát, és elhatározza, mégsem fog szavazni. Döntése miatt kirúgják az iskolából és mindaddig száműzik South Park városából, míg be nem látja tévedését (a városiak rákötözik egy ló hátára és útjára bocsátják). Hosszas vándorlás után a PETA emberei rátalálnak, majd a PETA vezetője, Doctor Tengeri („aki” történetesen egy kecske) „döntése alapján” megengedik neki, hogy a szervezet külvilágtól teljesen elszigetelt táborában maradjon, ahol az emberek bizarr kapcsolatban élnek az állatokkal, és zoofil hajlamaik is vannak.
Mikor Stan elmeséli nekik, miért száműzték őt a szülővárosából, egy PETA-tag felvilágosítja arról, hogy amióta a Földön szavazni lehet, mindig csak „redvák” meg „genyák” közül lehet választani. Hirtelen megjelenik Puff Daddy és csapata, hogy megöljék Stant, amiért nem vett részt a szavazáson. Azonban az egyik állatvédő vörös festékkel leönti a szőrmét viselő bandatagokat, akik dühükben lemészárolják az összes aktivistát, kivéve Stant, akinek sikerül kimenekülnie a tűzharcból. A South Park-i iskolában Mr. Mackey már a szavazatokat összesíti, amikor megjelenik Stan, mondván, hogy ő is voksolni fog. Miután leadta szavazatát a Redvás Szendvicsre, kihirdetik az eredményt:
- Gennyes Tus: 1410 szavazat
- Redvás Szendvics: 36 szavazat

Stan dühös lesz, mivel szerinte feleslegesen szavazott, apja, Randy azonban elmagyarázza neki, hogy nem az számít, hogy a jelöltje nyert-e, hanem maga a választás lehetősége. Ekkor Mr. Garrison bejelenti, hogy az összes PETA-aktivista meghalt, így visszatérhetnek a régi kabalákhoz. Randy közli fiával, hogy így már valóban nem számított a szavazata.